# Раду XI Ілляш
Раду XI Ілляш (рум. Radu Iliaș; ? — 1632) — господар Волощини з 31 липня по 30 вересня 1632.

## Життєпис
Він був сином Александру IV Ілляша, господаря Валахії між 1616—1618 та 1627—1629 роками і господаря Молдавії між 1620—1621 та 1631—1633 роками. Дата його народження та дата смерті невідомі. Він одружився зі Станкою Бранковяну — донькою Костянтина Бринковяну.
Він став господарем, коли османська Блискуча Порта скинула його попередника — Леона Томшу. Однак йому не вдалося зайняти трон, оскільки Матей Басараб захопив престол за допомогою Дьєрдя I Ракоці, Великого князя Трансильванії, а також за підтримки паші Силістри. Раду Ілляш намагався повернути свій трон, але в битві поблизу монастиря Плумбуїта 30 жовтня 1632 року його війська зазнали поразки.
Після переговорів з Блискучою Портою Матей Басараб отримав титул господаря та прапор інвеститури і став наступним господарем Волощини.